# Colt International
Colt International Ltd. ist ein Unternehmen der technischen Gebäudeausrüstung.

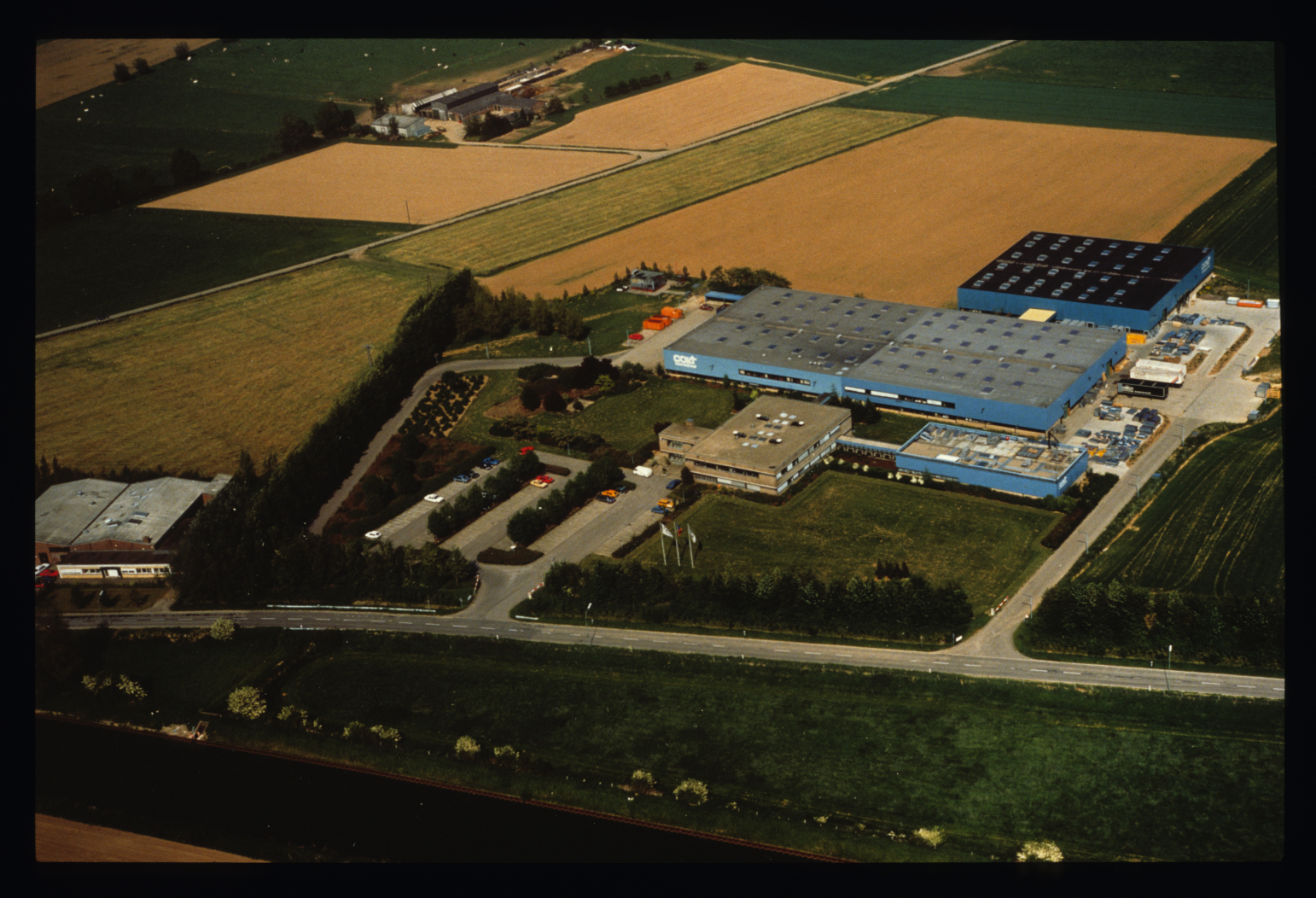
Standort Kleve

## Das Unternehmen
Die Colt International GmbH gehört zu 100 % zur Colt Holding B.V., die wiederum zu 100 % eine Tochtergesellschaft der Colt Group Limited ist. Die Colt Group ist ein international operierendes Unternehmen im Bereich der technischen Gebäudeausrüstung in der dritten Generation. Seit dem Gründungsjahr 1931 steht Colt für gesunde und sichere Arbeitsbedingungen in industriellen und kommerziellen Gebäuden. Die ist in über 75 Ländern der Welt vertreten und beschäftigt weltweit über 1000 Mitarbeiter.

## Standorte
Die Zentrale befindet sich in Havant, Hants, Großbritannien. In Deutschland hat sich das Unternehmen in Berlin, Soltau, Kleve, Leipheim und Leinfelden-Echterdingen (Stuttgart) niedergelassen. Die österreichische Niederlassung befindet sich in Linz, die schweizerische Niederlassung in Baar.
Produktionsstätten befinden sich in England (Havant), in Deutschland (Kleve), in den Niederlanden (Cuijk) und in China (Shenzhen).

## Gründung
Im Jahre 1926 legte Jack O’Hea den Grundstein für das Familienunternehmen. Er stieg in das Geschäft von William H. Colt ein, der eine Tischlerei und Bauschreinerei betrieb. Diese baute Holzgebäude, vorwiegend Hühnerställe, die sich durch effektive Ventilation gut verkauften. 1926 war Colt die erste Firma, die kaufmännisch Zedernholz aus Kanada nach England importierte. Zudem entstand mit dem Vertrieb einer zementartigen Masse namens Ceamentum ein zusätzlicher Geschäftszweig. 1931 trennten sich die Partner. William H. Colt blieb im Hausbau. Sie vereinbarten, dass Jack O´Hea den bereits etablierten Namen Colt weiter verwenden durfte. Mit dem Aerodynamik-Techniker Heinrich Kuckuck aus Deutschland gründete er im Sommer 1931 die Colt Ventilation Ltd., die heute als Startschuss für die Colt Group steht. Sie entwickelten mit dem Colt Cowl einen Lüfter, der in der Industrie eingesetzt wurde, um Rauch aus Schornsteinen abzuziehen. 1937 sicherte sich Jack O´Hea die Anteile von William H. Colt und Heinrich Kuckuck und wurde somit alleiniger Eigentümer.
Nach dem Krieg kam 1945 der Erfolg. Zu dieser Zeit verkaufte die Firma 1000 Ventilatoren die Woche. 1960 expandierte Colt nach Europa. Mit Hilfe von Braat Bouwstoffen NV wurde die Colt Ventilation Ltd. in Holland vorgestellt. Zur gleichen Zeit zog man nach Havant an die Südküste Englands. 1966 eröffnete Colt die Colt Lüftungstechnik GmbH in Kleve Deutschland, die 1970 in die Colt International GmbH umfirmiert. Seit April 2020 ist Colt International Teil der KingspanAG.

## Das Portfolio

### Brandschutz
- natürlicher Rauch- und Wärmeabzug
- maschineller Rauch- und Wärmeabzug
- Rauchschürzen
- Feuerschutzvorhänge
- Druckentlastungsklappen
- Zugehörige Steuerungs- und Regelungstechnik[4]

### Klimatechnik
- Natürliche Lüftungssysteme
- Maschinelle Lüftungssysteme
- Kühlsysteme
- Adiabate Kühlung
- Wärmepumpensysteme
- Wärmerückgewinnung
- Verdunstungskühlung
- Dezentrale Klimasysteme
- Wärmewellen – Dunkelstrahler
- Luftbefeuchtungssysteme
- Zugehörige Steuerungs- und Regelungstechnik[4]

### Sonnenschutz
- Glaslamellen
- Prismenlamellen
- Photovoltaiklamellen
- Metalllamellen
- Textil- und Edelholzlamellen
- Klapp-, Falt- und Schiebeläden
- Auskragender Sonnenschutz
- Fassadenverkleidung
- Zugehörige Steuerungs- und Regelungstechnik[4]

### Tageslichttechnik
- Lichtstraßen
- Lichtbänder
- Tageslichtpyramiden
- Zugehörige Steuerungs- und Regelungstechnik[4]